# Cuenca (Hiszpania)
Cuenca [kuɛn.ka] – miasto w środkowej Hiszpanii, w regionie Kastylia-La Mancha, nad rzeką Júcar.
Miasto usytuowane jest z dala od głównych dróg na pogórzu Sistema Iberico we wschodniej części regionu Kastylii-La Manchy. Stare miasto stoi nad przepaścią między dwiema rzekami Huécar i Júcar. Znajdują się tu średniowieczne Wiszące Domy (Casas Colgadas) „zawieszone” przy krawędzi klifu.
Miasto zostało wpisane na listę światowego dziedzictwa UNESCO. Jest to popularne miejsce wycieczek weekendowych mieszkańców Madrytu (połączenie linią kolejową RENFE).
W mieście rozwinął się przemysł drzewny oraz spożywczy.

## Transport
Cuenca jest obsługiwana przez dwie stacje kolejowe:
- Cuenca – położona przy niezelektryfikowanej linii kolejowej, z której kursują pociągi regionalne z Walencji do Madrytu przez Aranjuez (czas przejazdu do Madrytu wynosi ok. 3 godziny)
- Cuenca-Fernando Zóbel – położona przy linii dużej prędkości z Madrytu do Walencji oraz Albacete[3] (czas przejazdu AVE do Madrytu to ok. godzina)

W pobliżu przebiega autostrada A-40, z której łącznik CU-11 umożliwia bezpośredni dojazd do centrum miasta.

## Miasta partnerskie
- Cuenca, Ekwador
- L’Aquila, Włochy
- Ronda, Hiszpania
- P'aju, Korea Południowa

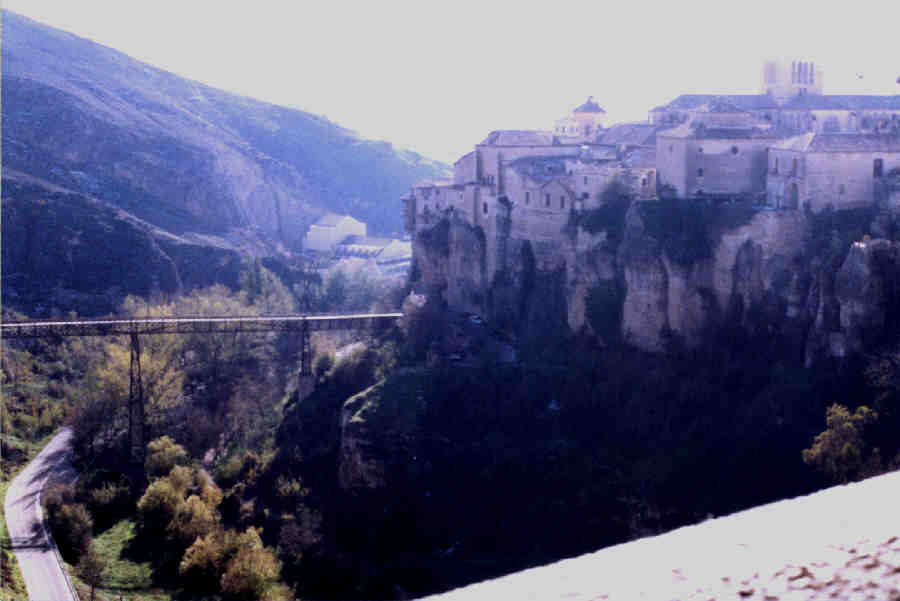
Wiszące domy casas colgadas
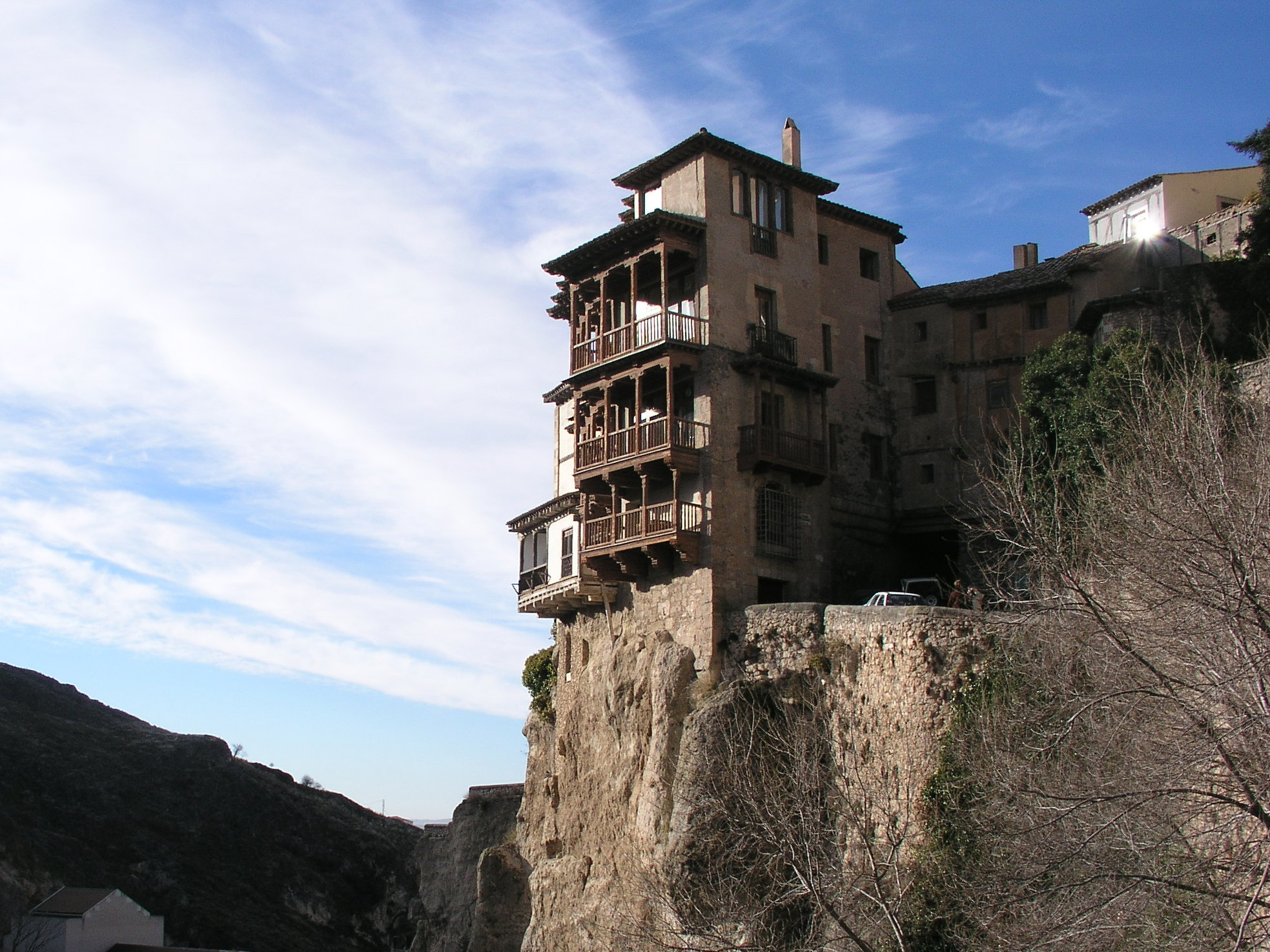
Wiszący dom z XV wieku
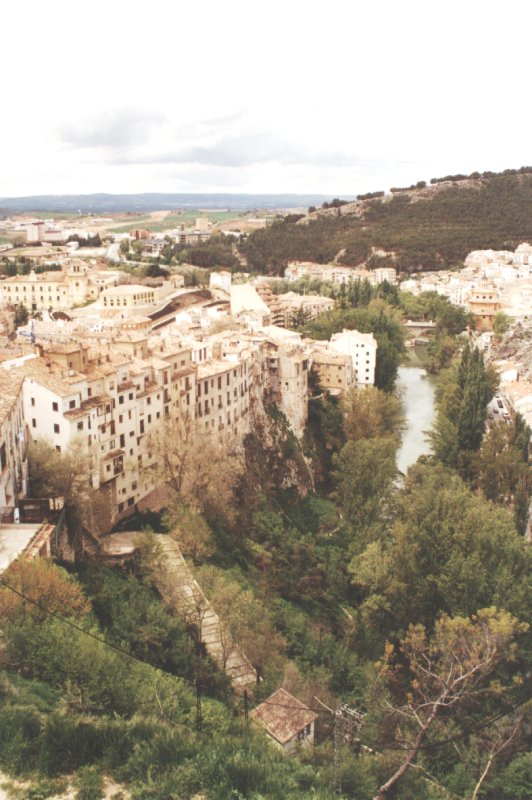
Rzeka Júcar.

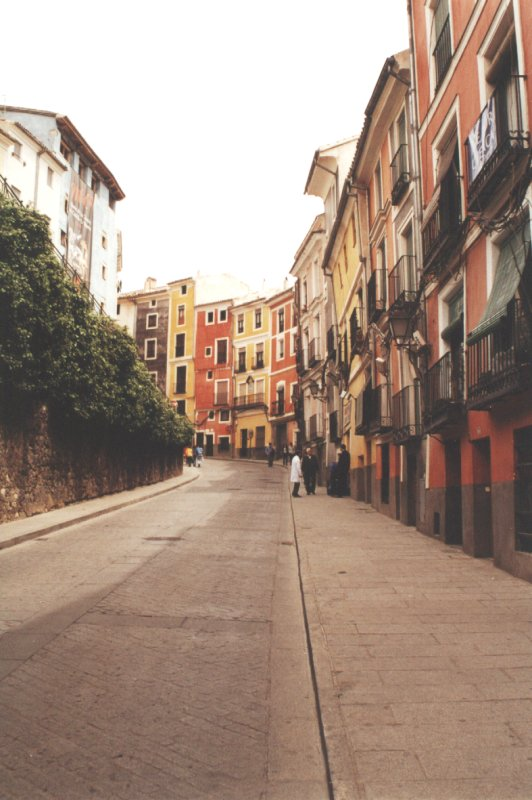
Ulica Alfonso VIII
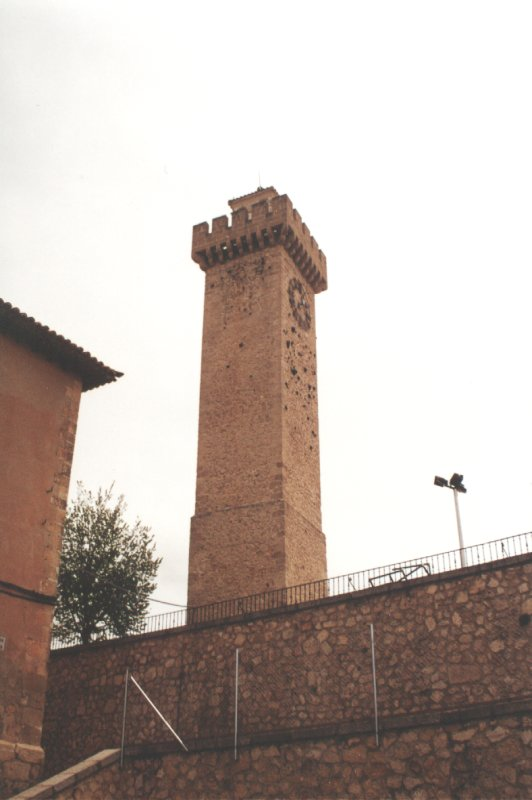
Wieża Mangana
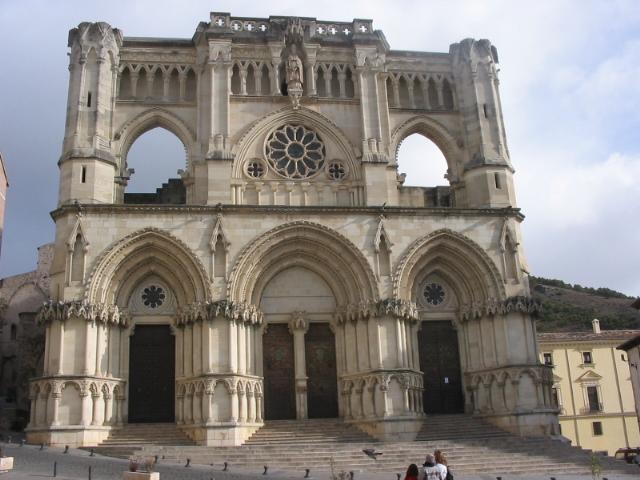
Neogotycka fasada katedry
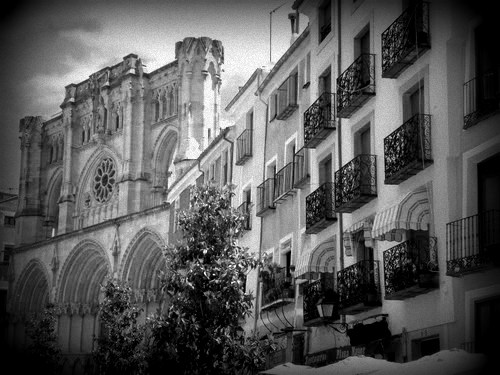
Neogotycka fasada katedry
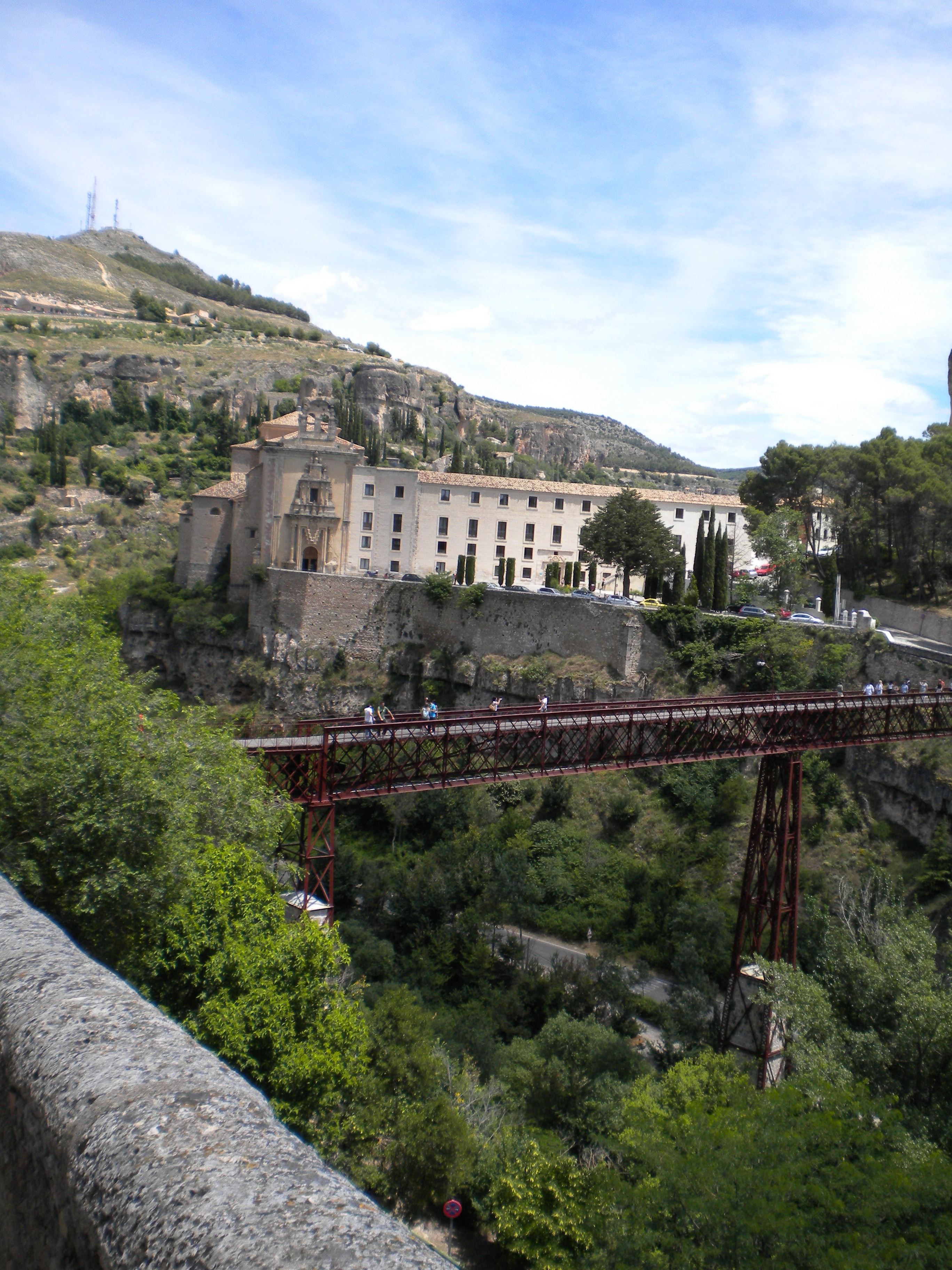
Most św. Pawła zaprojektowany przez inż. Gustave’a Eiffela